# میتسوکی تاکاهاتا
میتسوکی تاکاهاتا (高畑 充希 Takahata Mitsuki, زادهٔ ۱۴ دسامبر ۱۹۹۱) بازیگر و خواننده اهل ژاپن است که زیر نظر آژانس استعدادیابی هوریپرو فعالیت می‌کند. او در دانشگاه هوسی تحصیل کرده‌است.